# Крајпуташи из Бедине Вароши (Ивањица)

## SpomenikLjubomiru Rajkoviću
Krajputaš se nalazi na imanju pokojnog Gojka Rajkovića u Bedinoj varoši. Ljubomir Rajković živeo je na svom imanju u mestu Rajkovići, koje se prostire nedaleko od naselja Krtinice u Ivanjice. Bio je oženjen Vukosavom. Nisu imali dece. Njegova najbliža porodica bili su njegovi sinovci Dragutin, Tikomir i Gojko (koji nasleđuje njegovo imanje) i sna Stojana. Bio je vojnik drugog poziva. Kada je krenuo u rat, porodica ga je ispratila do Bedine varoši, gde će kasnije simbolično podignuti spomenik. Učestvuje u Kolubarskoj bici na Zabrežja (u blizini Obrenovca) kao član Užičkog korpusa.
Usled pomeranja, došlo je do oštećenja, koje je sanirano. Brigu o spomeniku uzima Zavoda za zaštitu spomenika kulture.
Zapisi sa spomenika: "Spomenik Ljubomira Rajkovića iz Bedine Varoši vojnik II-og poziva, a poživi 42. g. koji se hrabro boreći za svoju otadžbinu pogibe na Zabrežju 24. septembra 1915. god. Bog dušu da mu prosti." i "Ovaj spomen podigoše mu supruga Vukosava, sinovci Dragutin, Gojko, Tikomir i sna Stojana."

### Stil gradnje
Napravljen je od kamena, oblika kvadra, dimenzija 160 x 36 x 19 cm. Primer je krajputaša sa likovima junaka i sa kapićima (kamena ploča koja prekriva spomenik užebljenjem u jedno ispupčenje na vrhu, zahvaljujući kojima su očuvani zapisi i likovi). Sa prednje strane, nalazi se lik, koji je predstavljen u uniformi i sa oružejem. Sa zadnje, epitaf i krst u kombinaciji sa vinovom lozom. Sa boka, uklesana su imena koja podižu spomenik, golub sa lozom i cvetovima.

## SpomenikVelisavu Lukoviću
Nalazi se pored krajputaša Ljubomira Rajkovića na posedu Gojka Rajkovića. Izvaljen je i prelomljen na nekoliko delova. Danas je sačuvano samo jedno parče. Na osnovu sećanja komšija i tog ostatk, utvrđen je epitaf.
Zapis: "Luković Velisav sin Mila iz Bedine Varoši... vojnik III bat 13. puka pešadiskog služio je u Štipu 1914. g. a umire 15. dec. 1915. god. putujući preko Albanie roditelji... Bog dušu da mu prosti. Spomen spodigoše mu otac Mile i majka  Ana svome jedinom sinu."